# Granger (Iowa)
Granger es una ciudad ubicada en el condado de Dallas en el estado estadounidense de Iowa. En el Censo de 2010 tenía una población de 1244 habitantes y una densidad poblacional de 331,25 personas por km².

## Geografía
Granger se encuentra ubicada en las coordenadas 41°45′47″N 93°49′30″O / 41.76306, -93.82500. Según la Oficina del Censo de los Estados Unidos, Granger tiene una superficie total de 3.76 km², de la cual 3.76 km² corresponden a tierra firme y (0%) 0 km² es agua.

## Demografía
Según el censo de 2010, había 1244 personas residiendo en Granger. La densidad de población era de 331,25 hab./km². De los 1244 habitantes, Granger estaba compuesto por el 98.47% blancos, el 0.32% eran afroamericanos, el 0% eran amerindios, el 0.4% eran asiáticos, el 0% eran isleños del Pacífico, el 0.16% eran de otras razas y el 0.64% pertenecían a dos o más razas. Del total de la población el 1.53% eran hispanos o latinos de cualquier raza.